# 塞蒂莫米拉内塞
塞蒂莫米拉内塞（義大利語：Settimo Milanese），是意大利米兰省的一个市镇。总面积10平方公里，人口19270人，人口密度1927.0人/平方公里（2009年）。国家统计（ISTAT）代码为015211。